# Hedbergs malmgård

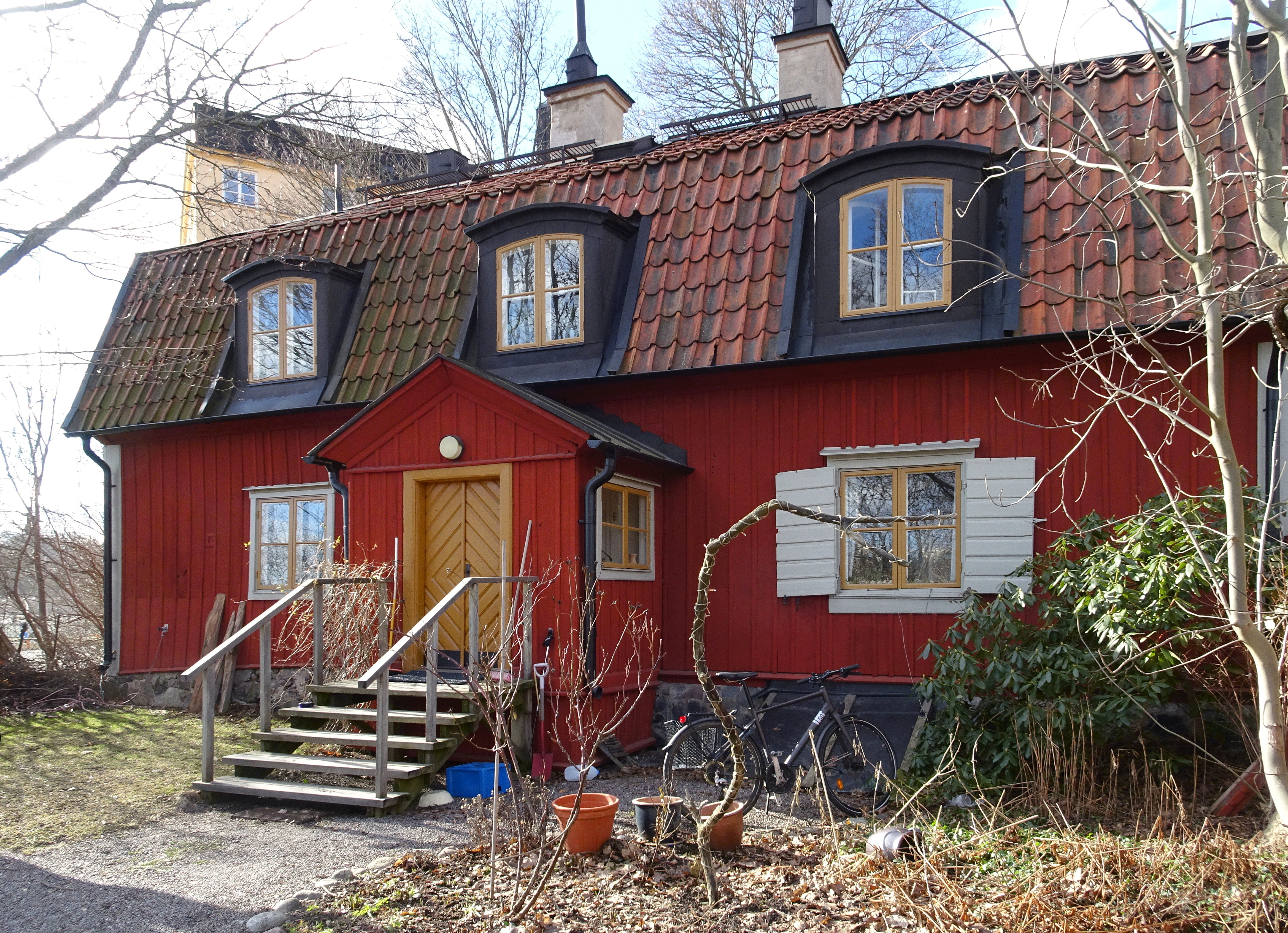
Hedbergs malmgård mars 2019.

Hedbergs malmgård är en av Stockholms kvarvarande malmgårdar som ligger vid Kvastmakarbacken 3 på östra Södermalm. Byggnaden ägs och förvaltas av AB Stadsholmen och är blåklassad av Stadsmuseet i Stockholm, vilket innebär att bebyggelsen har "synnerligen höga kulturhistoriska värden" motsvarande fordringarna för byggnadsminnen.

## Historik

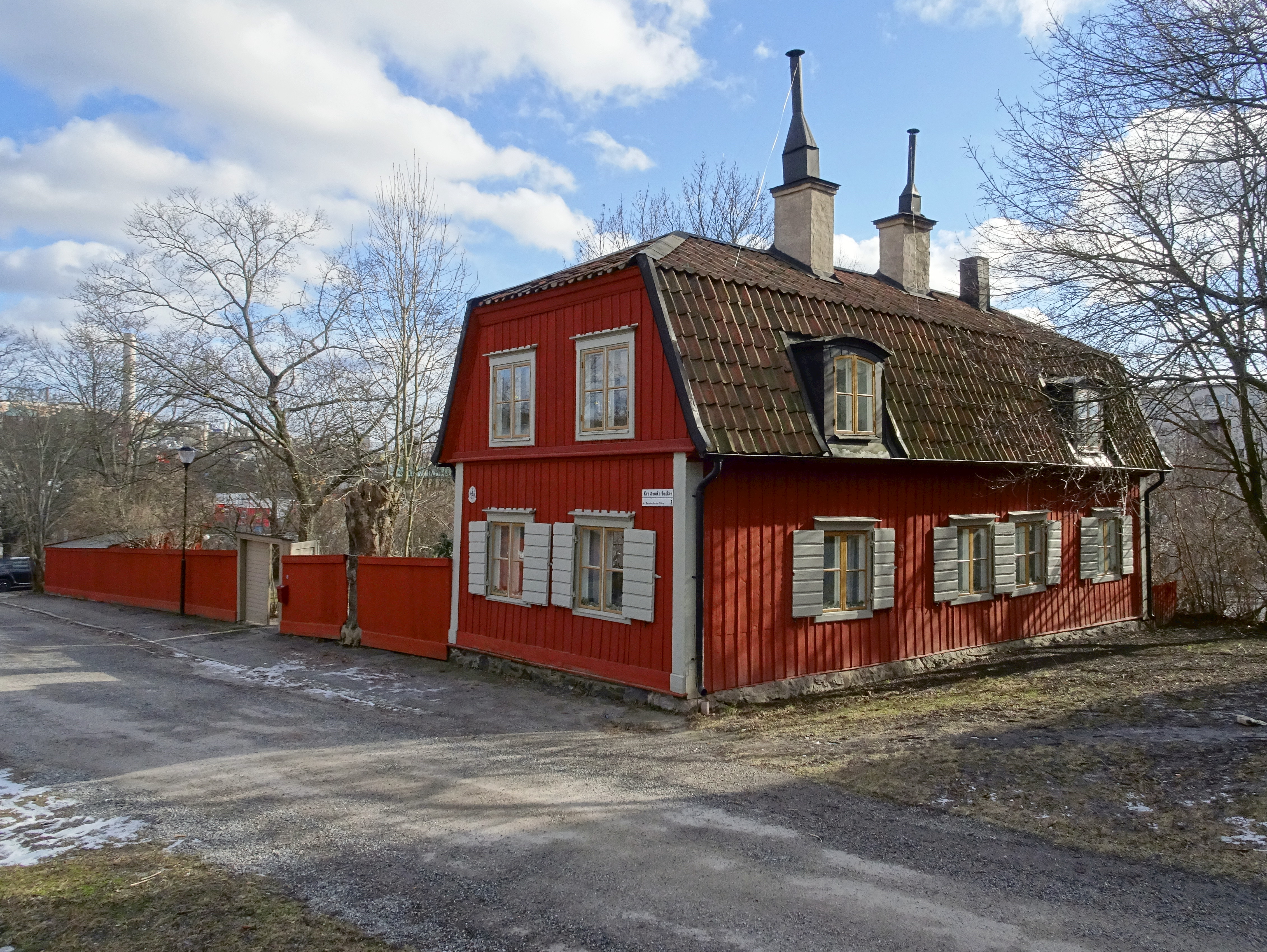
Malmgården med Kvastmakarbacken, vy mot öster i mars 2019.

Området kring Kvastmakarbacken har kvar sin 1700-talskaraktär med små faluröda stugor och höga plåtskorstenar. Det är numera ett så kallat reservatsområde med ett antal fastigheter som är kulturhistorisk särskild värdefulla.
Ett av husen i reservatsområdet med fastighetsbeteckningen Barnängsbacken större 4 är Hedbergs malmgård, som utfördes 1711 för faktorn Hans Westman. Han sålde egendomen 1721 till handelsmannen Daniel Hedberg som kompletterade 1726 med ytterligare byggnader. Gården hade "…en stor och vidlyftig trädgård med åtskilliga fruktträd". Här fanns stall, fårhus, två lusthus, ankdamm och drivhus. Enligt brandförsäkringen från 1794 omfattade egendomen en areal om 6 720 m². Byggnadens exteriör är ett bra exempel på 1700-talets sätt att bygga. Huset har panelade, rödmålade fasader, valmat tak och kvadratiska fönster med fönsterluckor. Även interiören bevarade under lång tid en ålderdomlig prägel med snickerier och eldstäder från 1700– och 1800-talen.
Släkten Hedberg ägde malmgården ända till 1787 och det är deras namn som gården har behållit. Genom en offentlig auktion förvärvade mjölnareänkan Sara Wennberg egendomen men redan tre år senare var den skriven på hennes arvingar. Samma år tillträdde garvareåldersmannen Carl Diurberg som ny ägde. Först 1849 var Diurbergs era slut och olika trädgårdsmästare flyttade in på gården.
När Stockholms stad köpte egendomen år 1900 arrenderades gården av bland andra trädgårdsmästrarna Öhman och Källman. Den senare syns på ett fotografi från 1907.  
I samband med upprustningen av bebyggelsen längs Kvastmakarbacken på 1950-talet minskades den stora tomten. Alla hus utom boningshuset revs och större delen av trädgården schaktades bort. När huset byggdes om och moderniserades på 1980-talet hade det stått oförändrat i mer än 200 år.

## Historiska bilder

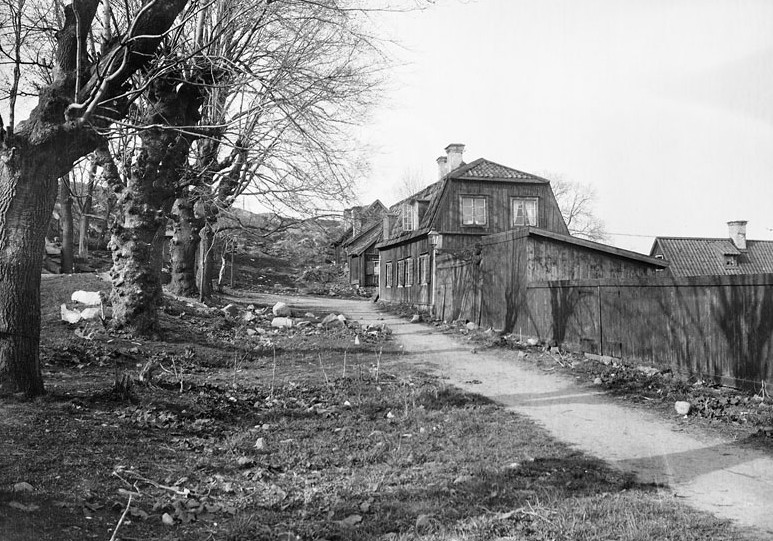
Hedbergs malmgård 1904.
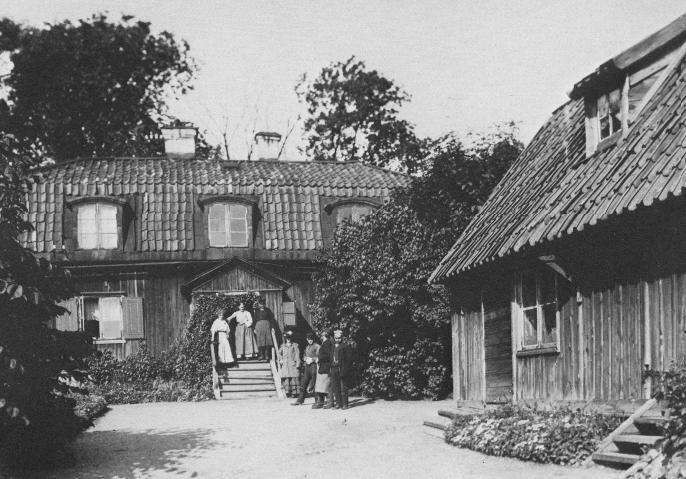
Hedbergs malmgård med  Källman på trappan, 1907.
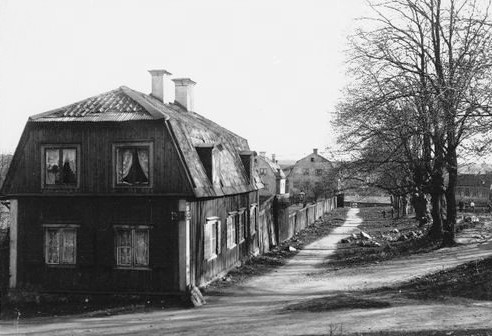
Hedbergs malmgård 1909.
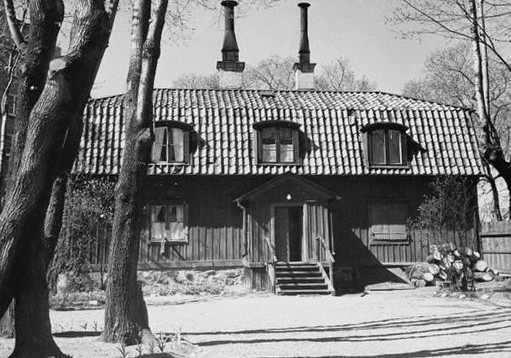
Hedbergs malmgård 1910-tal.